# Дошани
Дошани (пољ. Doszanie; рус. Дошане) су били западнословенско племе, део племенског савеза Љутића. Живели су око реке Доша, притоке Хафела (десне притоке Лабе), на територији данашње североисточне Немачке. Први пут су поменути 946. године, када су укључени у епархију Хафелберг.